# Natação nos Jogos Olímpicos de Verão de 1988 - 100 m peito feminino
A competição dos 100 metros peito feminino da natação nos Jogos Olímpicos de Verão de 1988 foi disputada no dia 23 de setembro no  Jamsil Indoor Swimming Pool em Seul, Coreia do Sul.

## Medalhistas
| Ouro   | BUL Tanya Dangalakova  |
| Prata  | BUL Antoaneta Frenkeva |
| Bronze | GDR Silke Hörner       |

## Recordes
Antes desta competição, os recordes mundiais e olímpicos da prova eram os seguintes:
| Tipo | Atleta                 | Tempo   | Local                       | Data                 |
| ---- | ---------------------- | ------- | --------------------------- | -------------------- |
|      | Silke Hörner (GDR)     | 1:07.91 | Estrasburgo, França         | 21 de agosto de 1987 |
|      | NED Petra van Staveren | 1:09.88 | Los Angeles, Estados Unidos | 2 de agosto de 1984  |

Os seguintes recordes mundiais ou olímpicos foram estabelecidos durante esta competição:
| Data           | Evento         | Atleta                | Tempo   | Notas            |
| -------------- | -------------- | --------------------- | ------- | ---------------- |
| 23 de setembro | Eliminatória 4 | BUL Tanya Dangalakova | 1:08.35 | Recorde olímpico |
| 23 de setembro | Eliminatória 5 | GDR Silke Hörner      | 1:08.35 | =                |
| 23 de setembro | Final A        | BUL Tanya Dangalakova | 1:07.95 | Recorde olímpico |

## Resultados

### Eliminatórias
Regra: As oito nadadoras mais rápidas avançam à final A (Q), enquanto as oito seguintes, à final B (q).
| Pos. | Raia | Nadador                  | CON                    | Tempo   | Notas |
| ---- | ---- | ------------------------ | ---------------------- | ------- | ----- |
| 1    | 4    | Tanya Dangalakova        | BUL Bulgária           | 1:08.35 | Q,    |
| 1    | 6    | Silke Hörner             | GDR Alemanha Oriental  | 1:08.35 | Q,    |
| 3    | 6    | Allison Higson           | CAN Canadá             | 1:08.39 | Q     |
| 4    | 4    | Yelena Volkova           | URS União Soviética    | 1:09.86 | Q     |
| 5    | 5    | Antoaneta Frenkeva       | BUL Bulgária           | 1:10.09 | Q     |
| 6    | 4    | Tracey McFarlane         | USA Estados Unidos     | 1:10.59 | Q     |
| 7    | 5    | Annett Rex               | GDR Alemanha Oriental  | 1:10.61 | Q     |
| 8    | 5    | Huang Xiaomin            | CHN China              | 1:10.78 | Q     |
| 9    | 5    | Svetlana Kuzmina         | URS União Soviética    | 1:10.83 | q     |
| 10   | 5    | Keltie Duggan            | CAN Canadá             | 1:10.95 | q     |
| 11   | 6    | Ingrid Lempereur         | BEL Bélgica            | 1:11.00 | q,    |
| 12   | 6    | Susan Johnson            | USA Estados Unidos     | 1:11.08 | q     |
| 13   | 6    | Gabriella Csépe          | HUN Hungria            | 1:11.10 | q     |
| 14   | 5    | Manuela Dalla Valle      | ITA Itália             | 1:11.25 | q     |
| 15   | 6    | Lara Hooiveld            | AUS Austrália          | 1:11.40 | q     |
| 16   | 4    | Suki Brownsdon           | GBR Grã-Bretanha       | 1:11.66 | q     |
| 17   | 5    | Linda Moes               | NED Países Baixos      | 1:11.84 |       |
| 18   | 3    | Park Sung-won            | KOR Coreia do Sul      | 1:12.32 |       |
| 19   | 6    | Dorota Chylak            | POL Polônia            | 1:12.38 |       |
| 20   | 5    | Margaret Hohmann         | GBR Grã-Bretanha       | 1:12.67 |       |
| 21   | 3    | Brigitte Becue           | BEL Bélgica            | 1:12.90 |       |
| 22   | 4    | Britta Dahm              | FRG Alemanha Ocidental | 1:12.98 |       |
| 23   | 3    | Ragnheiður Runólfsdóttir | ISL Islândia           | 1:13.01 |       |
| 24   | 4    | Pascaline Louvrier       | FRA França             | 1:13.23 |       |
| 25   | 3    | Yoshie Nishioka          | JPN Japão              | 1:13.36 |       |
| 26   | 3    | Virginie Bojaryn         | FRA França             | 1:13.55 |       |
| 27   | 4    | Chen Huiling             | CHN China              | 1:13.65 |       |
| 28   | 2    | Karen Horning            | PER Peru               | 1:14.03 |       |
| 29   | 3    | Nancy Kemp-Arendt        | LUX Luxemburgo         | 1:14.99 |       |
| 30   | 3    | Patricia Brülhart        | SUI Suíça              | 1:15.00 |       |
| 31   | 3    | Kornelia Stawicka        | POL Polônia            | 1:15.41 |       |
| 32   | 2    | Carwai Seto              | TPE Taipé Chinês       | 1:15.47 |       |
| 33   | 2    | Alicia María Boscatto    | ARG Argentina          | 1:15.67 |       |
| 34   | 6    | Hiroko Nagasaki          | JPN Japão              | 1:15.83 |       |
| 35   | 2    | Sigrid Niehaus           | CRC Costa Rica         | 1:16.65 |       |
| 36   | 1    | Montserrat Hidalgo       | CRC Costa Rica         | 1:18.42 |       |
| 37   | 2    | Valentina Aracil         | ARG Argentina          | 1:19.60 |       |
| 38   | 2    | Dipika Chanmugam         | SRI Sri Lanka          | 1:20.18 |       |
| 39   | 2    | Kimberly Chen            | TPE Taipé Chinês       | 1:20.95 |       |
| 40   | 1    | Katerine Moreno          | BOL Bolívia            | 1:22.52 |       |
| 41   | 1    | Ana Martins              | ANG Angola             | 1:24.01 |       |
| 42   | 1    | Nádia Cruz               | ANG Angola             | 1:24.46 |       |
| 044  | 2    | Annemarie Munk           | HKG Hong Kong          | DNS     |       |
| 044  | 4    | Heike Esser              | FRG Alemanha Ocidental | DNS     |       |

### Finais

#### Final B
| Pos. | Raia | Nadador             | CON                 | Tempo   | Notas            |
| ---- | ---- | ------------------- | ------------------- | ------- | ---------------- |
| 9    | 4    | Svetlana Kuzmina    | URS União Soviética | 1:10.42 |                  |
| 10   | 5    | Keltie Duggan       | CAN Canadá          | 1:10.58 |                  |
| 11   | 3    | Ingrid Lempereur    | BEL Bélgica         | 1:10.86 | Recorde nacional |
| 12   | 7    | Manuela Dalla Valle | ITA Itália          | 1:10.95 |                  |
| 13   | 6    | Susan Johnson       | USA Estados Unidos  | 1:11.08 |                  |
| 14   | 2    | Gabriella Csépe     | HUN Hungria         | 1:11.24 |                  |
| 15   | 1    | Lara Hooiveld       | AUS Austrália       | 1:11.26 |                  |
| 16   | 8    | Suki Brownsdon      | GBR Grã-Bretanha    | 1:11.88 |                  |

#### Final A
| Pos.              | Raia | Nadador            | CON                   | Tempo   | Notas            |
| ----------------- | ---- | ------------------ | --------------------- | ------- | ---------------- |
| Medalha de ouro   | 4    | Tanya Dangalakova  | BUL Bulgária          | 1:07.95 | Recorde olímpico |
| Medalha de prata  | 2    | Antoaneta Frenkeva | BUL Bulgária          | 1:08.74 |                  |
| Medalha de bronze | 5    | Silke Hörner       | GDR Alemanha Oriental | 1:08.83 |                  |
| 4                 | 3    | Allison Higson     | CAN Canadá            | 1:08.86 |                  |
| 5                 | 6    | Yelena Volkova     | URS União Soviética   | 1:09.24 |                  |
| 6                 | 7    | Tracey McFarlane   | USA Estados Unidos    | 1:09.60 |                  |
| 7                 | 8    | Huang Xiaomin      | CHN China             | 1:10.53 |                  |
| 8                 | 1    | Annett Rex         | GDR Alemanha Oriental | 1:10.67 |                  |